# Бондаренко, Елена Анатольевна
Еле́на Анато́льевна Бондаре́нко (урождённая Коноваленко; укр. Олена Анатоліївна Бондаренко; род. 26 мая 1974, Макеевка, Донецкая область) — украинский политический и общественный деятель, историк, журналист, народный депутат Украины V, VI и VII созывов (2006—2014), член Партии регионов.

## Биография

### Образование
Родилась 26 мая 1974 года в Макеевке Донецкой области в семье шахтёра и медсестры. В 1991 году поступила на исторический факультет в Донецкий государственный университет, а в 1993 году также заочно по специальности «журналистика», которые окончила в 1996 году. В 2004 году дополнительно окончила факультет административного менеджмента Донецкой государственной академии управления.

### Политическая карьера
С 1997 года Бондаренко занялась политической журналистикой. Работала в региональном отделении телеканала «Интер» — ТРК «Новый Донбасс», где организовала еженедельные обзоры политических событий региона «Лабиринты политики» и «Политические хроники». В 2001 году областная организация партии зелёных пригласила Бондаренко стать её общественным пресс-секретарём, а через несколько месяцев её пригласил в свою команду Борис Колесников, который был избран председателем Донецкого областного совета. Сначала она работала в качестве его помощника, а затем возглавила созданную в областном совете пресс-службу.
На парламентских выборах 2006 года Бондаренко стала народным депутатом по списку партии регионов (№ 125). Работала в комитете Верховной рады по вопросам свободы слова и информации, возглавляла подкомитет по вопросам рекламы, затем стала первым заместителем председателя комитета. Была членом временных следственных комиссий ВР по расследованию гибели Георгия Гонгадзе и проверки фактов коррупции, злоупотреблений служебным положением со стороны отдельных должностных лиц МВД.
В 2007 году на досрочных парламентских выборах возглавляла департамент коммуникаций центрального избирательного штаба Партии регионов. Повторно избрана народным депутатом по списку партии регионов (№ 145). Снова работала в комитете по вопросам свободы слова и информации. Руководила подкомитетом по вопросам телевидения и радиовещания.
Была автором законопроекта, отменяющего обязательную 50-процентную квоту на трансляцию музыкальных произведений украинских авторов в эфире теле- и радиостанций.
В 2012 году была снова избрана в Верховную раду. В этом же году выступила с обличительной речью в адрес главы парламентского комитета по вопросам свободы слова и информации и представителя «Батькивщины» Андрея Шевченко, обвинив его в злоупотреблении полномочиями, подлоге документов и развале работы комитета, после чего парламент проголосовал за его отставку.
Выступила автором законопроекта «О внесении изменений в некоторые законодательные акты Украины относительно регулирования сферы телекоммуникации», освобождающего операторов и провайдеров телекоммуникаций от обязанности получать лицензию на предоставление услуг доступа в интернет.

## Общественная деятельность
Член Национального союза журналистов Украины.
В мае 2011 года Елена Бондаренко была избрана президентом ассоциации правообладателей и поставщиков контента — общественной организации, заявившей своей программной целью развитие рынка контента и платного телевидения на Украине, защиту интересов авторов, их интеллектуальных прав, а также содействие удовлетворению растущего спроса потребителей контента (зрителей, слушателей, читателей, пользователей).
С 26 сентября 2014 по март 2015 года — глава наблюдательного совета украинского медиа-холдинга UMH.
После Евромайдана принимала участие в российских политических шоу, где критиковала новые власти страны.

## Взгляды
Сторонница внеблокового статуса Украины, а также введения двух государственных языков: русского и украинского. Поддерживает идею развития и укрепления прав органов местного самоуправления.
Критически высказывается относительно состояния журналистики из-за субъективности и непрофессионализма.
Долгое время являлась одним из ключевых спикеров Партии регионов, выступала резко против Евромайдана и поддерживала «законы 16 января».
20 февраля 2014 года во время острой фазы конфликта на Евромайдане, на сайте немецкого издания Spiegel Online было опубликовано интервью с Е. А. Бондаренко. В нём она называла действия милиции недостаточно жёсткими, а на вопрос журналиста, что некоторые демонстранты были убиты выстрелом в голову, она ответила, что на площади не осталось мирных демонстрантов, а остались только вандалы, поджигатели и вооружённые экстремисты. 25 февраля Бондаренко заявила, что её слова были сильно искажены журналистом при переводе, а текст интервью не был прислан ей на вычитку перед публикацией, так как она понадеялась на профессионализм журналиста и репутацию издания. Она утверждала, что на вопрос о гибели протестующих от снайперов ответила, что «не знает, как действовать дальше» и что «насилие — это не выход». Журналист от Spiegel Online Беньямин Биддер прокомментировал это заявление на персональной странице в Facebook. По его словам, Е. А. Бондаренко несколько раз повторила, что полиция действовала недостаточно жёстко (was operating not hard enough), а также, что ассистент Е. А. Бондаренко ознакомился с интервью и дал согласие на его публикацию.
Аннексию Крыма Россией считает результатом действий украинской власти, которая отказалась от диалога с жителями полуострова.
Во время президентских выборов на Украине 2019 года выступила в поддержку кандидатуры Александра Вилкула.

## Семья
Замужем. Супруг, Андрей Юрьевич Бондаренко (род. 1969), являлся депутатом Донецкого областного совета. В 2006 году назначен начальником управления МЧС в Донецкой области, в 2010 году стал заместителем министра по чрезвычайным ситуациям Нестора Шуфрича. В 2012 году являлся директором департамента финансово-экономической политики и заместителем министра минэнергоугля.
Есть дочь Полина (род. 1999), сын Михаил (род. 2010).

## Награды
Награждена украинским орденом «За заслуги» III степени (2011).

## Оценки
В 2007 году Елена Бондаренко в рейтинге «100 самых влиятельных женщин Украины» от журнала «Focus» получила 39 место.